# Anastasia Kostaki
Anastasia Kostaki (grec. Αναστασία Κωστάκη; ur. 26 marca 1978 w Atenach) – grecka koszykarka, występująca na pozycji rozgrywającej, olimpijka.

## Osiągnięcia
Na podstawie, o ile nie zaznaczono inaczej.

### Drużynowe
- Wicemistrzyni EuroCup (2006)[2]
- Uczestniczka międzynarodowych rozgrywek:
  - Euroligi (2004/2005, 2006–2008, 2009/2010)
  - Eurocup (2005–2008, 2010–2012)

### Indywidualne
(* – nagrody przyznane przez portal eurobasket.com)
- Najlepsza zawodniczka ligi francuskiej, występująca na pozycji obronnej (2006)*[3]
- Zaliczona do*:
  - I składu:
    - ligi francuskiej (2006)[3]
    - defensywnego ligi francuskiej (2006)[3]

  - II składu ligi greckiej (2015)[4]
  - składu honorable mention ligi włoskiej (2010)[5]
- Liderka w asystach:
  - Eurocup (2006)
  - ligi:
    - francuskiej (2006 – 5,5)[3]
    - greckiej (2002)

### Reprezentacja
Seniorska
- Uczestniczka:
  - igrzysk olimpijskich (2004 – 7. miejsce)[6][7]
  - mistrzostw Europy (2001 – 10. miejsce, 2003 – 9. miejsce, 2007 – 13. miejsce)
  - kwalifikacji do Eurobasketu (2001, 2007, 2009)
  - turnieju FIBA Diamond Ball (2004 – 4. miejsce)

Młodzieżowe
- Uczestniczka kwalifikacji do mistrzostw Europy U–18 (1996)